# Kongres poslanců Španělska

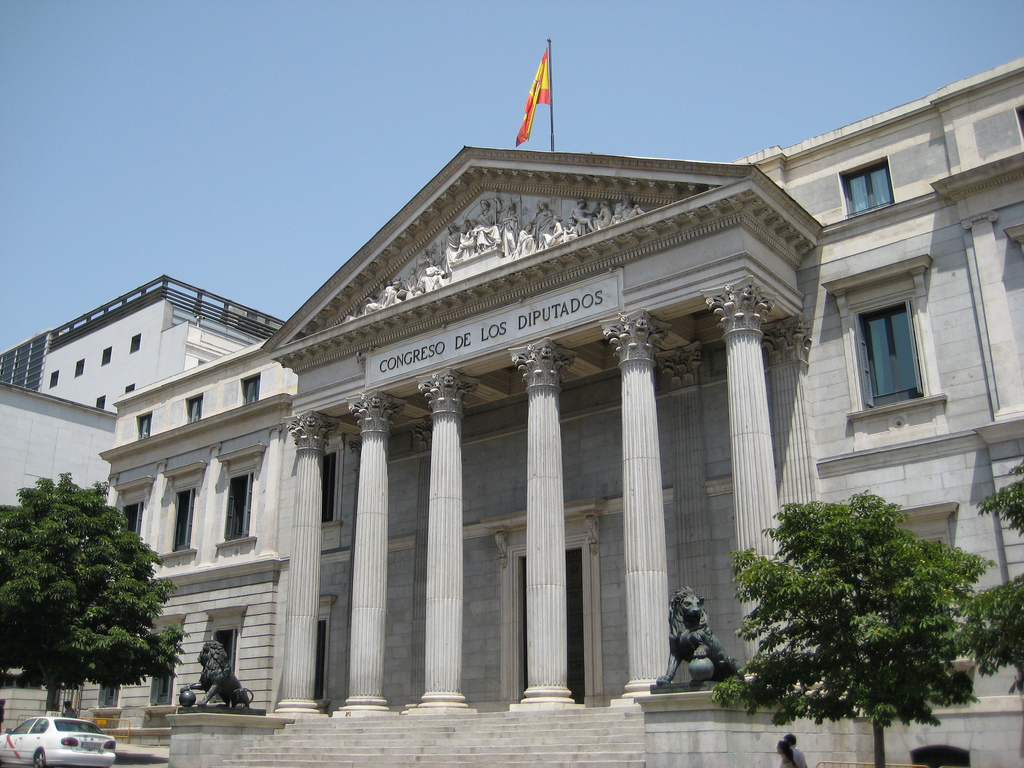
průčelí budovy Kongresu v Madridu

Kongres poslanců (španělsky Congreso de los Diputados, katalánsky Congrés de Diputats, baskicky Diputatuen Kongresua, galicijsky Congreso dos Deputados) je dolní komorou španělského parlamentu. Ústava španělského království uvádí, že Kongres musí mít minimálně 300 poslanců, maximálně však 400. Volební zákon z roku 1985 určil, že Kongres poslanců bude čítat 350 členů. Všichni poslanci jsou volení ve všeobecných, svobodných, tajných, přímých volbách. Poslanci jsou voleni na období 4 let.
Volebními jednotkami je 50 španělských provincií. Podle volebního zákona má každá z provincií garantovány minimálně 2 poslance, autonomní města Ceuta a Melilla pak každé po jednom poslanci. Při sčítání výsledků voleb se používá D'Hondtova metoda. Rozložení počtu volených poslanců mezi volební jednotky odpovídá množství voličů v dané provincii (např. nejlidnatější provincie Madrid a Barcelona volí přes 30 poslanců, zatímco nejméně osídlená Soria pouze 2 poslance).

## Volby 2023

Počty poslanců jednotlivých volebních okrsků při volbách 2023

Ve volbách v roce 2013 bylo 350 poslaneckých míst rozděleno mezi provincie v tomto poměru:
| počet křesel | provincie / autonomní město                                                        |
| ------------ | ---------------------------------------------------------------------------------- |
| 37           | Madrid                                                                             |
| 32           | Barcelona                                                                          |
| 16           | Valencia                                                                           |
| 12           | Alicante, Sevilla                                                                  |
| 11           | Málaga                                                                             |
| 10           | Murcia                                                                             |
| 9            | Cádiz                                                                              |
| 8            | Bizkaia, A Coruña, Baleares, Las Palmas,                                           |
| 7            | Santa Cruz de Tenerife, Zaragoza, Pontevedra, Granada, Asturias                    |
| 6            | Tarragona, Córdoba, Girona, Gipuzkoa, Toledo, Almería                              |
| 5            | Navarra, Castellón, Cantabria, Valladolid, Ciudad Real, Huelva, Jaén, Badajoz      |
| 4            | Lérida, Cáceres, Albacete, Burgos, Salamanca, Lugo, Ourense, La Rioja, Álava, León |
| 3            | Guadalajara, Huesca, Cuenca, Zamora, Ávila, Palencia, Segovia, Teruel              |
| 2            | Soria                                                                              |
| 1            | Ceuta, Melilla                                                                     |